# En fusion
Albums de Offenbach
Traversion
(1979) Rock Bottom
(1980)
Singles
1. Câline de Blues/Le Blues Me Guette (1979)modifier

En fusion est le deuxième album live du groupe québécois Offenbach sorti originellement en vinyle en 1980 et qui reprend ses meilleurs titres captés en concert avec le Vic Vogel Band, au Théâtre St-Denis le 31 mars 1979. La reprise dans le coffret 2-4-6 comprend 6 extraits inédits du concert.

## Liste des titres
| 1.    | Ma patrie est à terre     | 2:18 |
| 2.    | Faut que j'me pousse      | 4:47 |
| 3.    | Teddy                     | 3:13 |
| 4.    | Câline de blues           | 6:52 |
| 5.    | À l'envers                | 3:31 |
| 6.    | Promenade sur Mars        | 4:01 |
| 7.    | Le blues me guette        | 2:46 |
| 8.    | L'Hymne à l'amour         | 5:27 |
| 9.    | High Down*                | 3:55 |
| 10.   | Everyday I Get the Blues* | 6:17 |
| 11.   | Sad Song*                 | 5:53 |
| 12.   | Duke's Shuffle*           | 3:35 |
| 13.   | Georgia on My Mind*       | 6:17 |
| 14.   | Chu un rocker*            | 4:56 |
| 64:13 |                           |      |

## Personnel
- Gerry Boulet : Chant, orgue, piano
- Jean Johnny Gravel : Guitare, chœurs
- John McGale : Guitare, saxophone, chœurs
- Breen Lebœuf : Basse, chœurs
- Bob Harrison : Batterie

- Vic Vogel : Direction de l'orchestre, piano
- Le Big Band - Denis Lagacé, Roger Walls, Charles Ellison, Laflèche Doré, Léo Perron, Patrice Dufour, Mohammed Abdul Al-Khabyyr, Pierre Tierney, Émile Subirana, David Turner, Richard Beaudet, Richard Ferland, Jean Lebrun, Jean-Louis Gagnon, Jill Kirwan, Andrew Homzy, Jacques Dompierre
- Estelle Ste-Croix, Christiane Robichaud, Johanne Desforges et Marie-Michèle Desrosiers : Choristes

## Production
- Arrangements : Vic Vogel
- Réalisation : Offenbach et Vic Vogel
- Prise de son : Ian Terry assisté de Cliff Brunnelle et Guy Charbonneau
- Mixage : Louis Gauthier assisté de Evelyne Hertel
- Studio : studio mobile Filtroson, studio Marko
- Photo couverture de l'album : Michel Julien